# Дербі (коктейль)
Дербі (англ. Derby) — коктейль на основі джина, персикового бітера та м'яти. Класифікується як коктейль на весь день (англ. All day cocktail). Належить до офіційних напоїв Міжнародної асоціації барменів (IBA), категорія «Незабутні» (англ. The Unforgettables).

## Спосіб приготування
Склад коктейлю «Derby»:
- джин — 60 мл (6 cl),
- персиковий бітер — 2 краплі,
- свіже листя м'яти — 2.